# جيمس إس. لونش
جيمس إس. لونش هو سياسي كندي، ولد في 1841، وتوفي في 22 يوليو 1894. حزبياً، نشط في الحزب الليبرالي الكندي. وقد انتخب عضو مجلس العموم الكندي.